# Luxemburgische Männer-Feldhandballnationalmannschaft
Die luxemburgische Männer-Feldhandballnationalmannschaft vertrat Luxemburg bei Länderspielen und internationalen Turnieren.

## Olympische Spiele
Die luxemburgische Handballnationalmannschaft nahm nicht an der einzigen Austragung, in der Feldhandball gespielt wurde, teil.
| Jahr | Austragungsort          | Teilnahme bis…  | Ergebnis        | Medaille        |
| ---- | ----------------------- | --------------- | --------------- | --------------- |
| 1936 | Berlin, Deutsches Reich | keine Teilnahme | keine Teilnahme | keine Teilnahme |

## Weltmeisterschaften
Die luxemburgische Handballnationalmannschaft nahm an zwei der sieben bis 1966 ausgetragenen Feldhandball-Weltmeisterschaften teil.
| Jahr | Gastgeberland   | Teilnahme bis…          | Ergebnis                     | Rang               |
| ---- | --------------- | ----------------------- | ---------------------------- | ------------------ |
| 1938 | Deutsches Reich | Spiel um Platz 5 und 10 | Luxemburg 6 : 12 Rumänien    | 10. Platz          |
| 1948 | Frankreich      | Vorrunde                | Frankreich 16 : 5 Frankreich | 9.–12. Platz       |
| 1952 | Schweiz         | Nicht qualifiziert      | Nicht qualifiziert           | Nicht qualifiziert |
| 1955 | BR Deutschland  | Vorrunde                | Luxemburg 0. Punkte          | 9.–17. Platz       |
| 1959 | Österreich      | keine Teilnahme         | keine Teilnahme              | keine Teilnahme    |
| 1963 | Schweiz         | keine Teilnahme         | keine Teilnahme              | keine Teilnahme    |
| 1966 | Österreich      | keine Teilnahme         | keine Teilnahme              | keine Teilnahme    |

## Coupe de la Paix
| Jahr | Austragungsort | Teilnahme bis… | Ergebnis                    | Medaille    |
| ---- | -------------- | -------------- | --------------------------- | ----------- |
| 1946 | Frankreich     | Halbfinale     | Frankreich 10 : 6 Luxemburg | 3.–4. Platz |